# 石井忠驍
石井 忠驍（いしい ただたけ、? - 天保3年5月7日（1832年6月5日））は、江戸時代後期の佐賀藩家老。藩主鍋島家の藩祖以来の外戚家門石井家の一族。通称は又右衛門。

## 生涯
佐賀藩士石井忠英の三男として生まれた。母は佐賀藩士石井忠郷の娘。
佐賀藩第9代藩主鍋島斉直に仕えて、その信任厚く、着座に累進。藩主世子貞丸君（後の第10代藩主鍋島直正）の養育を任され、御側頭人に任ぜられる。
その後家老格となり、大御目付役、佐賀城三の丸城代、町奉行、寺社奉行、長崎御仕組方相談役、御年寄役等の重職を歴任した。
藩主斉直は、忠驍を重用し、つねに側役に任じ、交際は公私にわたった。忠驍が妻（空閑広高の娘）を喪ったことを心配し、斉直が信頼を置く女官長の袖島（佐賀藩武術師範役の河内源右衛門の妹）を忠驍の後添いにと、仲人役を買って出るほどであった。
晩年は、酒乱および赤札事件への関わりが問われ、蟄居となった。
天保13年（1832年）5月7日病死。墓所は佐賀県佐賀市本庄町の常照院にある。
家督は次男の忠方が継いだが、間もなく死去したため、袖島との間に生まれた三男忠泰が継いだ。なお、忠泰の六男亮一は、「日本の知的障害者教育・福祉の父」と称され、日本で最初の知的障害者施設滝乃川学園を創立した。

## 系譜
- 父：石井忠英
- 母：石井忠郷の娘
- 妻：空閑広高の娘
- 妻：袖島 - 河内源右衛門の妹
  - 三男：石井忠泰
- 生母不明
  - 次男：石井忠方

## 参考資料
- 『石井系譜』（佐賀県立図書館鍋島家文庫所蔵）
- 『石井亮一伝』（財団法人滝乃川学園刊）